# Obernjesa
Obernjesa is een dorp in de gemeente Rosdorf in het Landkreis Göttingen in Nedersaksen in Duitsland. In 1973 werd het bij Rosdorf gevoegd. 
Obernjesa werd voor het eerst, als Jesa genoemd in 1013. In 1278 volgt Obernjesa waarbij wordt vermeld dat in de plaats een kerk is gesticht. Die kerk zal nadien meermaals worden verbouwd.
- Gemeinsame Normdatei: 130809-9
- Virtual International Authority File: 127274237